# Acanthobrama tricolor
Acanthobrama tricolor és una espècie de peix cipriniforme de la família dels ciprínids que es troba als llacs de l'est de Damasc (Síria).